# Sander Post
Sander Post (ur. 10 września 1984 w Viljandi) – estoński piłkarz grający na pozycji napastnika. 

## Życiorys

### Kariera klubowa
Rozpoczął karierę piłkarską w FC Elva, a następnie występował w Viljandi Tulevik. W obu tych klubach występował jako obrońca. Dopiero po przejściu do Flory Tallinn został przemianowany na napastnika. Po pierwszym sezonie gry we Florze Tallinn został wypożyczony do Pärnu Tervis, a następnie do duńskiego Vejle Boldklub.
Po powrocie do Flory Sander Post bardzo dobrze zaprezentował się w rozgrywkach Meisterliigii w 2008 roku zajmując 3 miejsce w walce o koronę króla strzelców z 19 bramkami na koncie. Zaowocowało to wypożyczeniem do holenderskiego zespołu Go Ahead Eagles.
W czerwcu 2010 powrócił do Flory Tallinn w środku sezonu (Liga estońska gra system wiosna – jesień), a mimo to został królem strzelców z 24 golami. Na koniec sezonu został wybrany najlepszym piłkarzem Meistriliigi w 2010 roku. Według rankingu IFFHS z grudnia 2010 Sander Post został również najskuteczniejszym napastnikiem na świecie ze średnią 1,412 gola na mecz.
31 marca 2011 Post podpisał 3-letni kontrakt z zespołem Tippeligaen - Aalesunds FK.
W latach 2013–2015 ponownie był piłkarzem Flory Tallinn. Od 1 stycznia 2015 do 2018 występował w barwach Viljandi JK Tulevik.

### Kariera reprezentacyjna
Zadebiutował w reprezentacji Estonii 2 grudnia 2004 w meczu przeciwko reprezentacji Węgier. Swojego pierwszego gola dla reprezentacji strzelił 21 maja 2010 reprezentacji Finlandii

### Kariera trenerska
Od 1 stycznia do 31 grudnia 2017 był trenerem Viljandi JK Tulevik U-21 i asystentem trenera Reprezentacji Estonii U-17.
Od 1 stycznia do 31 grudnia 2018 był asystentem trenera Reprezentacji Estonii U-16.
19 kwietnia 2018 podpisał kontrakt na trenera estońskiego zespołu Viljandi JK Tulevik, umowa do 31 grudnia 2019.